# The Best – Kocham wolność
The Best – Kocham wolność – album kompilacyjny Chłopców z Placu Broni, wydany w 2004 roku, nakładem wydawnictwa Agencja Artystyczna MTJ.

## Lista utworów
źródło::
| Nr  | Tytuł utworu                                          | Długość |
| --- | ----------------------------------------------------- | ------- |
| 1.  | „Kocham wolność (live)”                               | 3:55    |
| 2.  | „Kiedy już będę dobrym człowiekiem (live)”            | 4:18    |
| 3.  | „Krzyż”                                               | 4:17    |
| 4.  | „Kocham cię”                                          | 4:36    |
| 5.  | „Chwalcie potęgę pieniądza (live)”                    | 3:18    |
| 6.  | „Chłopcy i dziewczyna”                                | 3:58    |
| 7.  | „Wystarczy żyć”                                       | 3:54    |
| 8.  | „Nasz nowy hymn (live)”                               | 3:51    |
| 9.  | „Zawsze będę kochał cię jak nikt”                     | 3:56    |
| 10. | „Hare Krsna”                                          | 3:26    |
| 11. | „Uśmiechnij się, życie nie jest twoim wrogiem (live)” | 4:36    |
| 12. | „Naprawić świat”                                      | 3:07    |
| 13. | „Jesteśmy nieśmiertelni”                              | 3:49    |
| 14. | „O! Ela (live)”                                       | 6:28    |
| 15. | „To koniec (live)”                                    | 5:50    |
|     |                                                       | 1:03:19 |

## Twórcy
Źródło:.
- Bogdan Łyszkiewicz – gitara, harmonijka ustna, instrumenty klawiszowe, śpiew
- Piotr Dariusz Adamczyk „Franz Dreadhunter” – gitara basowa
- Janusz Grzywacz – instrumenty klawiszowe
- Jarosław Kisiński – gitara
- Jacek Królik – gitara
- Artur Malik – perkusja
- Jerzy Styczyński – gitara